# Gerry Scotti
Pour les articles homonymes, voir Scotti.
Gerry Scotti, né Virginio Scotti le 7 août 1956 à Miradolo Terme (Italie), est un présentateur de télévision, acteur et ancien député italien.

## Biographie
Scotti est né Virginio Scotti le 7 août 1956 à Miradolo Terme, dans la province de Pavie. Après avoir fait des études de droit, Scotti a commencé sa carrière en radiodiffusion en tant que disc-jockey à Radio Milano International. En 1982, il s'installe à Radio DeeJay et un an plus tard, il est devenu l'animateur de Dj à la Télévision, le premier programme italien pour  musique de clips, diffusé sur Italia 1. Scotti a également animé d'autres programmes de musique tels que Festivalbar.
Scotti a été membre de la Chambre italienne des Députés du Parti Socialiste italien, de 1987 à 1992.
Depuis les années 1990, Scotti a été présentateur de télévision, presque exclusivement pour Mediaset Canale 5. Il est connu comme un animateur de jeux télévisés, tels que Chi vuol essere milionario?, l'édition italienne de Qui Veut gagner des millions?, Passaparola et Money Drop. Il a également dirigé des programmes de divertissement comme La sai l'ultima?, La Corrida, Paperissima, Buona Domenica (avec Harold Davies) et The Winner Is. Il a été le co-animateur de l'émission satirique Striscia la Notizia et a joué dans plusieurs films et comédies.
En 2008, il est revenu comme animateur de radio sur R101 (ex-Radio Milano International), puis est devenu le vice-président de Monradio (la radio de la division de Arnoldo Mondadori Editore).
Il était l'hôte de Avanti un Altro!  avec Paolo Bonolis.

## Récompenses
En 2008 Scotti a remporté le prix de la télévision italienne Telegatto.